# Sebastiano-schaueria
- Commons
- Wikispecies

Sebastiano-schaueria Ness, 1847, segundo o Sistema APG II, é um gênero botânico da família Acanthaceae

## Espécie
- Sebastiano schaueria oblongata